# الکساندر بیلیایف
الکساندر بیلیایف (اوکراینی: Олександр Андрійович Бєляєв؛ زادهٔ ۴ اکتبر ۱۹۹۹) بازیکن فوتبال اهل اوکراین است.
وی همچنین در تیم‌های ملی فوتبال Ukraine national under-17 football team, Ukraine national under-19 football team، و زیر ۲۰ سال اوکراین بازی کرده‌است.